# Bösta
Bösta är en by ca 2 km söder om Yttersjö och cirka 15 km sydväst om Umeå i Umeå kommun.
Namnet "Bösta" kan på långa vägar härledas till ålderdomligt ord för "bostad".
Byns bönhus användes förr som skola. I bönhuset hålls gudstjänster och det fungerar även som samlingspunkt för byns invånare.